# Temporada 1979 de la NFL
La Temporada 1979 de la NFL fue la 60.ª en la historia de la NFL.La temporada comenzó el 1 de septiembre de 1979 y terminó con el Pro Bowl en 1980, que se celebró 27 de enero en Honolulu. La final del campeonato, el Super Bowl XIV, se disputó el 20 de enero de 1980 en el Rose Bowl, Pasadena, California y terminó con la victoria de los Pittsburgh Steelers sobre Los Angeles Rams por 31 a 19, fue el cuarto campeonato que ganaría la franquicia en un lapso de 6 temporadas, y el primero en repetir 2 campeonatos consecutivos. También se conmemoró el 20.º aniversario de la American Football League.

## Carrera Divisional
Desde 1978 hasta 1989, fueron 10 los equipos clasificados para los playoffs: los ganadores de cada una de las divisiones, y dos equipos comodines en cada conferencia. Los dos comodines se jugaban un partido en una fase previa por el derecho a enfrentar a cualquiera de los tres ganadores de división que tenía el mejor registro general de su conferencia. Las reglas de desempate se basaron en enfrentamientos directos, seguido de los registros de división, los registros de oponentes comunes, y juego de conferencia.

### Conferencia Nacional
| Semana | Este          |      | Central   |      | Oeste       |     | WildCard     |      | WildCard  |      |
| ------ | ------------- | ---- | --------- | ---- | ----------- | --- | ------------ | ---- | --------- | ---- |
| 1      | Dal, Phi      | 1-0  | 3 equipos | 1-0  | Atl         | 1-0 |              |      |           |      |
| 2      | Dal           | 2-0  | T.B., Chi | 2-0  | Atl         | 2-0 |              |      |           |      |
| 3      | Dal           | 3-0  | T.B.      | 3-0  | Atl, L.A.   | 2-1 |              |      |           |      |
| 4      | Dal, Phi, Was | 3-1  | T.B.      | 4-0  | Atl, L.A.   | 2-2 | Chi          | 2-2  | Min       | 2-2  |
| 5      | Dal, Phi, Was | 4-1  | T.B.      | 5-0  | L.A.        | 3-2 | Min          | 3-2  | 4 equipos | 2-3  |
| 6      | Dal, Phi      | 5-1  | T.B.      | 5-1  | L.A.        | 4-2 | Was          | 4-2  | 3 equipos | 3-3  |
| 7      | Dal, Phi      | 6-1  | T.B.      | 5-2  | L.A.        | 4-3 | Was          | 5-2  | 5 equipos | 3-4  |
| 8      | Dal           | 7-1  | T.B.      | 6-2  | L.A., N.O.  | 4-4 | Phi, Was     | 6-2  | Min       | 4-4  |
| 9      | Dal           | 7-2  | T.B.      | 7-2  | L.A.        | 5-4 | Phi, Was     | 6-3  | 4 equipos | 4-5  |
| 10     | Dal           | 8-2  | T.B.      | 7-3  | L.A., N.O.  | 5-5 | Phi, Was     | 6-4  | Chi       | 5-5  |
| 11     | Dal           | 8-3  | T.B.      | 8-3  | N.O.        | 6-5 | Phi, Was     | 7-4  | Chi       | 6-5  |
| 12     | Dal, Phi, Was | 8-4  | T.B.      | 9-3  | L.A., N.O.  | 6-6 | Chi          | 7-5  | NYG, Min  | 5-7  |
| 13     | Phi           | 9-4  | T.B.      | 9-4  | L.A., N.O.  | 7-6 | Dal, Was     | 8-5  | Chi       | 7-6  |
| 14     | Phi           | 10-4 | T.B.      | 9-5  | L.A.        | 8-6 | Dal, Was     | 9-5  | Chi       | 8-6  |
| 15     | Dal, Phi, Was | 10-5 | T.B., Chi | 9-6  | L.A.        | 9-6 | Min, N.O.    | 8-7  | Giants    | 6-9  |
| 16     | Dallas        | 11-5 | Tampa Bay | 10-6 | Los Angeles | 9-7 | Philadelphia | 11-5 | Chicago   | 10-6 |

#### Conferencia Americana
| Semana | Este      |      | Central        |      | Oeste           |      | WildCard              |      | WildCard        |      |
| ------ | --------- | ---- | -------------- | ---- | --------------- | ---- | --------------------- | ---- | --------------- | ---- |
| 1      | Mia       | 1-0  | 3 equipos      | 1-0  | 4 equipos       | 1-0  |                       |      |                 |      |
| 2      | Mia       | 2-0  | Pitt, Cle      | 2-0  | S.D.            | 2-0  |                       |      |                 |      |
| 3      | Mia       | 3-0  | Pitt, Cle      | 3-0  | S.D.            | 3-0  | N.E., Hou, Den        | 2-1  |                 |      |
| 4      | Mia       | 4-0  | Pitt, Cle      | 4-0  | S.D., Den       | 3-1  | N.E., Hou             | 3-1  | Buff, K.C.      | 2-2  |
| 5      | Mia       | 4-1  | Pitt, Cle, Hou | 4-1  | S.D.            | 4-1  | N.E., Den, Buff, K.C. | 3-2  | N.Y.J, Oak      | 2-3  |
| 6      | Mia, N.E. | 4-2  | Pitt           | 5-1  | S.D., Den, K.C. | 4-2  | Cle, Hou              | 4-2  | Buff, Oak       | 3-3  |
| 7      | Mia, N.E. | 5-2  | Pitt, Hou      | 5-2  | S.D., Den       | 5-2  | Cle, K.C., Oak        | 4-3  | Buff, Jets      | 3-4  |
| 8      | N.E.      | 6-2  | Pitt           | 6-2  | S.D.            | 6-2  | Mia, Cle, Hou, Den    | 5-3  | Jets, K.C., Oak | 4-4  |
| 9      | Mia, N.E. | 6-3  | Pitt           | 7-2  | S.D., Den       | 6-3  | Cle, Hou              | 6-3  | Oak             | 5-4  |
| 10     | N.E.      | 7-3  | Pitt           | 8-2  | S.D., Den       | 7-3  | Cle, Hou              | 7-3  | Mia, Oak        | 6-4  |
| 11     | Mia, N.E. | 7-4  | Pitt           | 9-2  | S.D., Den       | 8-3  | Hou                   | 8-3  | Cle             | 7-4  |
| 12     | N.E.      | 8-4  | Pitt, Hou      | 9-3  | S.D., Den       | 9-3  | Cle                   | 8-4  | Mia             | 7-5  |
| 13     | Mia, N.E. | 8-5  | Pitt, Hou      | 10-3 | S.D.            | 10-3 | Den                   | 9-4  | Cle             | 8-5  |
| 14     | Mia       | 9-5  | Pitt           | 11-3 | S.D., Den       | 10-4 | Hou                   | 10-4 | Cle             | 9-5  |
| 15     | Mia       | 10-5 | Pitt, Hou      | 11-4 | S.D.            | 11-4 | Den                   | 10-5 | Cle, Oak        | 9-6  |
| 16     | Miami     | 10-6 | Pittsburgh     | 12-4 | San Diego.      | 12-4 | Houston               | 11-5 | Denver          | 10-6 |

## Temporada regular
V = Victorias, D = Derrotas, E = Empates, CTE = Cociente de victorias [V+(E/2)]/(V+D+E), PF= Puntos a favor, PC = Puntos en contra
| Clasificado para los playoffs |

| Miami Dolphins(3)    | 10 | 6  | 0 | .625 | 341 | 257 |
| New England Patriots | 9  | 7  | 0 | .563 | 411 | 326 |
| New York Jets        | 8  | 8  | 0 | .500 | 337 | 383 |
| Buffalo Bills        | 7  | 9  | 0 | .438 | 268 | 279 |
| Baltimore Colts      | 5  | 11 | 0 | .313 | 271 | 351 |

| Pittsburgh Steelers(2) | 12 | 4  | 0 | .750 | 416 | 262 |
| Houston Oilers(4)      | 11 | 5  | 0 | .688 | 362 | 331 |
| Cleveland Browns       | 9  | 7  | 0 | .563 | 359 | 352 |
| Cincinnati Bengals     | 4  | 12 | 0 | .250 | 337 | 421 |

| San Diego Chargers(1) | 12 | 4 | 0 | .750 | 411 | 246 |
| Denver Broncos(5)     | 10 | 6 | 0 | .625 | 289 | 262 |
| Seattle Seahawks      | 9  | 7 | 0 | .563 | 378 | 372 |
| Oakland Raiders       | 9  | 7 | 0 | .563 | 365 | 337 |
| Kansas City Chiefs    | 7  | 9 | 0 | .438 | 238 | 262 |

| Dallas Cowboys(1)      | 11 | 5  | 0 | .688 | 371 | 313 |
| Philadelphia Eagles(4) | 11 | 5  | 0 | .688 | 339 | 282 |
| Washington Redskins    | 10 | 6  | 0 | .625 | 348 | 295 |
| New York Giants        | 6  | 10 | 0 | .375 | 237 | 323 |
| St. Louis Cardinals    | 5  | 11 | 0 | .313 | 307 | 358 |

| Tampa Bay Buccaneers(2) | 10 | 6  | 0 | .625 | 273 | 237 |
| Chicago Bears(5)        | 10 | 6  | 0 | .625 | 306 | 249 |
| Minnesota Vikings       | 7  | 9  | 0 | .438 | 259 | 337 |
| Green Bay Packers       | 5  | 11 | 0 | .313 | 246 | 316 |
| Detroit Lions           | 2  | 14 | 0 | .125 | 219 | 365 |

| Los Angeles Rams(3) | 9 | 7  | 0 | .563 | 323 | 309 |
| New Orleans Saints  | 8 | 8  | 0 | .500 | 370 | 360 |
| Atlanta Falcons     | 6 | 10 | 0 | .375 | 300 | 388 |
| San Francisco 49ers | 2 | 14 | 0 | .125 | 308 | 416 |

### Desempate
- San Diego fue el primer cabeza de serie en la AFC por delante de Pittsburgh basado en un mejor registro en enfrentamientos directos(1-0).
- Seattle finalizó por delante de Oakland en la AFC Oeste basado en un mejor registro en enfrentamientos directos(2-0).
- Dallas finalizó por delante de Philadelphia en la NFC Este basado en un mejor registro de conferencia(10-2 contra 9-3 de los Eagles).
- Tampa Bay finalizó por delante de Chicago en la NFC Central basado en un mejor registro de división (6-2 contra 5-3 de los Bears).
- Chicago fue el quinto cabeza de serie en la NFC por delante de Washington basado en un mejor registro de puntos netos de todos los juegos (57 contra 53 de los Redskins).

### Cambio de Entrenadores
- Tom Flores reemplazó a John Madden como entrenador en jefe de los Oakland Raiders ya que se retiró.
- Ray Perkins reemplazó a John McVay como entrenador en jefe de los New York Giants.
- Bill Walsh reemplazó a Fred O'Connor como entrenador en jefe de los San Francisco 49ers.
- Ron Erhardt reemplazó a Chuck Fairbanks como entrenador en jefe de los New England Patriots

## Postemporada
|  | Ronda Wild Card              | Ronda Wild Card              | Ronda Wild Card              |                      |                      | Ronda Divisional                 | Ronda Divisional                 | Ronda Divisional                 |                      |                      | Finales de Conferencia          | Finales de Conferencia          | Finales de Conferencia          |  |  | Super Bowl            | Super Bowl            | Super Bowl            |
|  |                              |                              |                              |                      |                      |                                  |                                  |                                  |                      |                      |                                 |                                 |                                 |  |  |                       |                       |                       |
|  |                              |                              |                              |                      |                      | 30 de Dic - Texas Stadium        |                                  |                                  |                      |                      |                                 |                                 |                                 |  |  |                       |                       |                       |
|  |                              |                              |                              |                      |                      | 3                                | L.A. Rams                        | 21                               |                      |                      |                                 |                                 |                                 |  |  |                       |                       |                       |
|  | 23 de Dic - Veterans Stadium | 23 de Dic - Veterans Stadium | 23 de Dic - Veterans Stadium |                      |                      | 1                                | Dallas                           | 19                               |                      |                      | 6 de Ene - Tampa Stadium        | 6 de Ene - Tampa Stadium        | 6 de Ene - Tampa Stadium        |  |  |                       |                       |                       |
|  | 5                            | Chicago                      | 17                           | Ronda Divisional NFC | Ronda Divisional NFC | Ronda Divisional NFC             |                                  |                                  | 3                    | L.A. Rams            | 9                               |                                 |                                 |  |  |                       |                       |                       |
|  | 4                            | Philadelphia                 | 27                           |                      |                      | 29 de Dic - Tampa Stadium        | 29 de Dic - Tampa Stadium        | 29 de Dic - Tampa Stadium        |                      |                      | 2                               | Tampa Bay                       | 0                               |  |  |                       |                       |                       |
|  | Ronda Wild Card NFC          | Ronda Wild Card NFC          | Ronda Wild Card NFC          | 4                    | Philadelphia         | 17                               |                                  |                                  | Campeonato de la NFC | Campeonato de la NFC | Campeonato de la NFC            |                                 |                                 |  |  |                       |                       |                       |
|  |                              |                              |                              |                      |                      | 2                                | Tampa Bay                        | 24                               |                      |                      |                                 |                                 |                                 |  |  | 20 de Ene - Rose Bowl | 20 de Ene - Rose Bowl | 20 de Ene - Rose Bowl |
|  |                              |                              |                              |                      |                      |                                  |                                  |                                  |                      |                      |                                 |                                 |                                 |  |  | N3                    | L.A. Rams             | 19                    |
|  |                              |                              |                              |                      |                      | 29 de Dic - San Diego Stadium    | 29 de Dic - San Diego Stadium    | 29 de Dic - San Diego Stadium    |                      |                      |                                 |                                 |                                 |  |  | A2                    | Pittsburgh            | 31                    |
|  |                              |                              |                              |                      |                      | 4                                | Houston                          | 17                               |                      |                      |                                 |                                 |                                 |  |  | Super Bowl XIV        | Super Bowl XIV        | Super Bowl XIV        |
|  | 23 de Dic - Astrodome        | 23 de Dic - Astrodome        | 23 de Dic - Astrodome        |                      |                      | 1                                | San Diego                        | 14                               |                      |                      | 6 de Ene - Three Rivers Stadium | 6 de Ene - Three Rivers Stadium | 6 de Ene - Three Rivers Stadium |  |  |                       |                       |                       |
|  | 5                            | Denver                       | 7                            | Ronda Divisional AFC | Ronda Divisional AFC | Ronda Divisional AFC             |                                  |                                  | 4                    | Houston              | 13                              |                                 |                                 |  |  |                       |                       |                       |
|  | 4                            | Houston                      | 13                           |                      |                      | 30 de Dic – Three Rivers Stadium | 30 de Dic – Three Rivers Stadium | 30 de Dic – Three Rivers Stadium |                      |                      | 2                               | Pittsburgh                      | 27                              |  |  |                       |                       |                       |
|  | Ronda Wild Card AFC          | Ronda Wild Card AFC          | Ronda Wild Card AFC          | 3                    | Miami                | 14                               |                                  |                                  | Campeonato de la AFC | Campeonato de la AFC | Campeonato de la AFC            |                                 |                                 |  |  |                       |                       |                       |
|  |                              |                              |                              |                      |                      | 2                                | Pittsburgh                       | 34                               |                      |                      |                                 |                                 |                                 |  |  |                       |                       |                       |

La letra negrita indica el equipo ganador.

## Premios anuales
Al final de temporada se entregan diferentes premios reconociendo el valor del jugador durante la temporada entera.
| Premio                     | Ganador        | Posición           | Equipo               |
| -------------------------- | -------------- | ------------------ | -------------------- |
| Jugador más valioso        | Earl Campbell  | Running back       | Houston Oilers       |
| Jugador ofensivo del año   | Earl Campbell  | Running back       | Houston Oilers       |
| Jugador defensivo del año  | Lee Roy Selmon | Defensive end      | Tampa Bay Buccaneers |
| Entrenador del año         | Jack Pardee    | Entrenador en jefe | Washington Redskins  |
| Novato ofensivo del año    | Ottis Anderson | Running back       | St. Louis Cardinals  |
| Novato defensivo del año   | Jim Haslett    | Linebacker         | Buffalo Bills        |
| Regreso del año            | Larry Csonka   | Fullback           | Miami Dolphins       |
| Hombre del Año             | Joe Greene     | Defensive tackle   | Pittsburgh Steelers  |
| Jugador más valioso del SB | Terry Bradshaw | Quarterback        | Pittsburgh Steelers  |